# Yoshitada Kōnoike
Yoshitada Kōnoike (鴻池 祥肇,  Kōnoike Yoshitada), né le 28 novembre 1940 à Amagasaki dans la préfecture de Hyōgo et mort le 25 décembre 2018, est un homme politique japonais, membre du Parti libéral démocrate (PLD).

## Biographie

### Carrière politique
En 1986, Yoshitada Kōnoike a été élu pour la première fois à la Chambre des représentants. Il a été toutefois battu en 1993. Il est élu à la Chambre des conseillers du Japon, la chambre haute de la Diète, depuis 1995.
Il était l'adjoint du secrétaire général du gouvernement depuis septembre 2008. Il a présenté sa démission le 13 mai 2009, officiellement pour raisons de santé, mais en fait un quotidien populaire l'avait accusé d'avoir utilisé un billet ferroviaire gratuit, réservé aux députés, pour aller voir sa maîtresse.